# Nuno Maulide
Nuno Maulide (Lisboa, 1979) é um químico português e professor de química orgânica da Universidade de Viena.

## Carreira
Depois de estudar no Instituto Superior Técnico em Lisboa e de terminar um mestrado em Química Molecular na École Polytechnique em Paris, Nuno Maulide passou pelo doutoramento na Universidade Católica de Louvain (UCLouvain). Em 2007, obteve o seu PhD sob a supervisão do Prof. István Markó, trabalhando na aplicação de ortoésteres funcionalizados em síntese orgânica. Mudou-se para a Universidade Stanford para uma estadia de pós-doutorado no grupo de Prof. Barry Trost.
Nuno Maulide iniciou a sua carreira independente em 2009, quando foi nomeado líder de grupo no Instituto Max Planck de Pesquisa do Carvão em Mülheim an der Ruhr. Em 2013, aos 33 anos, mudou-se para a Universidade de Viena, assumindo o cargo de Professor Titular de Síntese Orgânica (como sucessor de Johann Mulzer). Em 2012, Nuno Maulide recebeu uma bolsa de Iniciação do European Research Council.  Atualmente, ele detém uma bolsa do Consolidador do Conselho Europeu de Pesquisa (concedida em 2015-16). Nuno Maulide é também membro da Young Academy da Academia Austríaca de Ciências e, desde 2017, é membro do Conselho do Austrian Science Fund. Ele também é o presidente fundador da Divisão de Química Orgânica da Sociedade Austríaca de Produtos Químicos.

## Prémios
- Prêmio Lhoist de P & D (2005)
- Melhor comunicação oral no YoungChem (2005)
- Melhor comunicação oral no Frühjahrssymium (2006)
- Prêmio Roche (2007)
- DSM Awards em Ciência e Tecnologia (2007)[10]
- Thieme Journal Award (2010)
- Concessão inicial do ERC (2011)[5]
- Prêmio ADUC (2012)[11]
- Prêmio Bayer Early Excellence in Science (2012)[12]
- Prêmio Heinz Maier-Leibnitz (2013)[13]
- Prémio "Wiener Mut" (2014)[14]
- Prémio Jovem Pesquisador EurJOC (2015)[15]
- Concessão do Consórcio ERC (2016)[6]
- Elisabeth Lutz-Preis[16] da Academia Austríaca de Ciências (2016)
- Eleito para a Academia Jovem da Academia Austríaca de Ciências (2017)[8]
- Prêmio de Incentivo à Cidade de Viena (2017)[17]
- Palestra Marcial Moreno-Manas (2017)[18]
- Prémio de Química Heterocíclica Springer (2018)[19]
- Prêmio Lieben 2018[20]
- Cientista do Ano 2018[21]

## Outros interesses
Nuno Maulide também é pianista e deu concertos em várias ocasiões. Notavelmente, ele foi finalista no Concurso Internacional de Piano Amador de 2012, realizado em Manchester. Ele também foi finalista e quarto lugar no Concurso Internacional de Piano para os Amadores de Destaque em Paris 2013. Ele também está envolvido na popularização da química, especialmente para crianças.